# Gongora seideliana
Gongora seideliana là một loài lan.